# 完顏訛魯
完顏訛魯（?—?），为金朝宗室，金太祖阿骨打的儿子。母亲纥石烈氏。
为完顏宗望、完颜宗隽的同母兄弟。天会十五年（1137年），金熙宗大封宗室，封完颜訛魯为沈王。

## 資料
- 《金史》卷六十九 列传第七 太祖诸子